# Belfast (New York)
Pour les articles homonymes, voir Belfast (homonymie).
Belfast est une ville  du comté d'Allegany, dans l'État de New York, aux États-Unis,. En 2020, elle comptait une population de 1 656 habitants, estimée au 1er juillet 2021 à 1 640 habitants. La ville est incorporée en 1824.

## Démographie
Lors du recensement de 2020, la ville comptait une population de 1 656 habitants. Elle est estimée, en 2021, à 1 640 habitants.